# IC 3815
IC 3815 је спирална галаксија у сазвјежђу Береникина коса која се налази на листи објеката дубоког неба у Индекс каталогу.
Деклинација објекта је + 19° 16' 29" а ректасцензија 12h 49m 38,5s. Привидна величина (магнитуда) објекта IC 3815 износи 15,9 а фотографска магнитуда 16,7. IC 3815 је још познат и под ознакама Reiz 2868, KUG 1247+195, PGC 89740.